# KKBox
KKBox estilizado como KKBOX, é um serviço de streaming de música, desenvolvido pela KKBox Inc. em 2004, uma empresa de software com sede em Taipé, Taiwan. Faz parte do grupo japonês de telecomunicações, KDDI. A área de seu serviço tem como alvo principalmente o mercado musical do Sudeste Asiático, concentrando-se em regiões que incluem: Taiwan, Hong Kong, Malásia, Singapura, dentre outros. O KKBox fornece um serviço do tipo freemium, tanto assinantes mensais como usuários gratuitos, possuem disponíveis mais de vinte milhões de canções em smartphones, televisores, centros de mídia e computadores.
Como um software de streaming de música baseado em Taiwan, o KKBOX atende principalmente usuários que falam mandarim ao colaborar com gravadoras da indústria musical taiwanesa bem como com artistas de mandopop como Jay Chou e Mayday. Grandes empresas como Gold Typhoon e a East Asia Music são algumas de suas parceiras.

## Expansão no mercado e recepção dos usuários
Em 2008, o KKBox atingiu 80% de participação no mercado de streaming de música. Em 2015, o serviço anunciou que, nos últimos dez anos de sua operação, o número de seus usuários alcançou mais de 10 milhões de pessoas e contou com mais de 1600 artistas em seu catálogo. De acordo com uma pesquisa referente a preferências, realizada por estudantes da Universidade de Hong Kong em 2014, os entrevistados classificaram o KKBox em segundo lugar, como seus serviços de música mais visitados, atrás apenas do YouTube.

## Controvérsia
Em 2007, o KKBox recebeu suspeitas de reproduzir obras musicais permitindo que seus membros fizessem download delas sem autorização. As obras incluíram 324 canções de propriedade da HCM Music e do compositor Chan Kien Ming, respectivamente. O proprietário e o administrador do KKBox foram processados pelo Ministério Público do Distrito de Taipé. Dois anos depois, os réus foram absolvidos pois o tribunal considerou que o caso se tratava de uma disputa civil.